# Kriminel lavalder
 Denne artikel omhandler overvejende eller alene danske forhold. Hjælp gerne med at gøre artiklen mere almen.
Den kriminelle lavalder er en aldersmæssig grænse for, hvornår man pådrager sig et strafferetligt ansvar. Den kriminelle lavalder i Danmark er 15 år. Det betyder, at børn under 15 år ikke kan idømmes straf for en forbrydelse, uanset hvor grov den måtte være. Med straf forstås også betinget dom, bøde eller tiltalefrafald. Et barn under lavalderen kan dog blive holdt erstatningsansvarlig for sine gerninger. Begrundelsen for den kriminelle lavalder er typisk børns manglende modenhed og mangel på forståelse for konsekvenserne af deres handlinger eller at ubetinget frihedsberøvende straf kan have skadelige virkninger på et barn. Kriminelle under 15 år bliver i stedet anbragt i en institution, evt. uden samtykke fra barnet og dets forældre.

## Internationalt
Den kriminelle lavalder varierer meget i verdens lande, men i langt de fleste er grænsen lavere end den danske på 15 år. Selv inden for den Europæiske Union er der ret store variationer, f.eks. Irland (10 år; det samme som England og Wales), Belgien og Holland (12 år), Frankrig (13 år), Italien, Spanien og Tyskland (14 år), alle de Nordiske lande (15 år), og Portugal (16 år). I nogle af disse lande er den laveste alder dog kun mulig for visse typer af forbrydelser eller under visse omstændigheder.
Internationalt fastslår artikel 37 i FN's Børnekonvention, at anholdelse og fængsling af børn kun må anvendes som sidste mulighed, at det kun må ske i det kortest mulige passende tidsrum og at børn ikke bør afsone blandt voksne kriminelle. Artikel 40 forpligter konventionens parter til at fastsætte en kriminel lavalder i deres lovgivning, men bestemmer ikke hvad denne alder skal være. FNs Komité for Barnets Rettigheder anbefaler at den kriminelle lavalder som absolut minimum bør være 12 år og at en lavere lavalder må anses for uacceptabelt internationalt.

## Historisk i Danmark
I Danmark har der undertiden været forslag i den politiske debat om at ændre grænsen både i op- og nedadgående retning. I 2007 foreslog Dansk Folkeparti eksempelvis at sænke grænsen til 12 år. Ved Folketingets åbning tirsdag d. 6. oktober 2009 annoncerede statsministeren planer om en styrket indsats mod ungdomskriminalitet, som bl.a. indebar en sænkning af den kriminelle lavalder til 14 år. Den 1. juli 2010 blev sænkningen til 14 år vedtaget. FN's komité for Barnets Rettigheder er grundlæggende imod alle sænkninger, og medlemmer af komitéen kritiserede også sænkningen i Danmark. Den 1. marts 2012 blev grænsen igen hævet til 15 år; jf. bekendtgørelse af straffeloven § 15.

## Eksterne kilder
1. ↑  "Minimum Ages of Criminal Responsiblity in Europe". Child Rights International Network. Hentet 12. juli 2023.
2. ↑  Children's Rights in Juvenile Justice. FNs "Komité for Barnets Rettigheder", 2007, afsnit 32-33
3. ↑  brugte Arkiveret 24. august 2010 hos  Wayback Machine statsministeren sin åbningstale til at annoncere regeringens planer om "Mere konsekvens, opfølgning og omsorg – en markant styrket indsats mod ungdomskriminalitet" (pdf) Arkiveret 14. januar 2012 hos  Wayback Machine
4. ↑  Den første 14-årige fældet efter vild biljagt i nat – Politiken.dk
5. ↑  Justitsministeren beskyldes for at vildlede Folketinget
6. ↑  Justitsministeren anklages for manipulation (Webside ikke længere tilgængelig)
7. ↑  Den kriminelle lavalder hæves til 15 igen – dr.dk
8. ↑  straffeloven LBK nr 1360 af 28/09/2022 på retsinformation.dk